# Каліакрія (есмінець)
«Каліакрія» (з 24 листопада 1926 — «Дзержинський») — ескадрений міноносець типу «Фідонісі», що належав до числа ескадрених міноносців типу «Новік». Пам'ятка археології та історії місцевого значення України під номером 332-Св.

## Історія
Зарахований до списку суден Чорноморського флоту 2 липня 1915. Закладений на стапелі Миколаївського адміралтейства 29 жовтня 1915, спущений на воду 14 серпня 1916. У 1917 році, після завершення швартовочних випробувань, перейшов з Миколаєва у Севастополь для остаточної добудови та прийомних випробувань. 12 листопада 1917 «Каліакрія» був прийнятий до складу 3-го дивізіону Мінної бригади Чорноморського флоту. Був названий на честь мису Каліакра в Болгарії, біля якого у 1791 році російський флот контр-адмірала Ушакова розбив турецькі та алжирські кораблі.
Участі в бойових діях корабель не брав. 16 грудня 1917 ескадрений міноносець «Каліакрія» увійшов до складу радянського флоту. У січні 1918 року брав участь у затвердженні радянської влади в Феодосії. Після пред'явлення німецьким командуванням 25 квітня ультиматуму радянському уряду щодо здачі Чорноморського флоту 29 квітня 1918 «Каліакрія» разом з частиною кораблів пішов з Севастополя. 1 травня 1918 корабель прибув до Новоросійська; 18 червня корабель за рішенням радянського уряду був затоплений екіпажем на глибині 28 метрів (щоб уникнути захоплення німецькими військами).
У період з 17 червня по 4 жовтня 1925 року в ході спеціальної операції есмінець «Калиакрия» було піднято Чорноморської партією ЕПРОН. 27 квітня 1926 корабель відбуксирували до Миколаєва для відновлювального ремонту. 24 листопада 1926 есмінець був перейменований у «Дзержинський». З 1 січня 1927 по 24 серпня 1929 корабель проходив відновлювальний і капітальний ремонти, після завершення яких 29 серпня 1929 був прийнятий в до Морських Сил Чорного моря, ставши флагманом 1-го дивізіону ескадрених міноносців. У грудні 1929 року «Дзержинський» завітав до Стамбулу. У 1933–1934 роках корабель пройшов другий капітальний ремонт на Севморзаводі.
До початку Німецько-радянської війни ескадрений міноносець входив до складу 1-го дивізіону есмінців. У ході війни брав участь в мінних постановках, ескортуванні транспортів на кавказькому узбережжя і обороні Одеси. З кінця вересня 1941 по березень 1942 «Дзержинський» перебував на середньому ремонті в ВМБ Поті, після закінчення якого брав участь в обороні Севастополя.
14 травня 1942 есмінець слідував з маршовим поповненням з Новоросійська до Севастополя. На підході до Севастополя в тумані «Дзержинський» відхилився від фарватеру і підірвався на міні радянського оборонного мінного загородження. Від вибуху міни корабель розломився і затонув на глибині близько 120 метрів в точці 44°27' пн.ш. 31°19' східної довготи. При цьому загинуло 158 членів екіпажу і 110 (за іншими даними 125) солдат маршового поповнення. Врятувати вдалося лише 27 осіб, у тому числі командира корабля. 24 червня 1942 есмінець був виключений зі складу радянського ВМФ.

## Командири
- старший лейтенант Гернет Є. С. (1918)
- Юмашев І. С. (листопад 1927–1931)
- Харламов М. М. (1935)
- Коновалов. Г. А. (08-10 1937)
- Зубков А. І.
- капітан-лейтенант Шевченко П. І. (22 червня — 18 лютого 1941)
- капітан 2 рангу Валюх К. П. (18 лютого — 14 травня (1941)